# Gila von Weitershausen
Gila von Weitershausen, née le 21 mars 1944 à Trebnitz (Allemagne), aujourd'hui Trzebnica, en Basse-Silésie (Pologne), est une actrice allemande. 

## Biographie
Gisela von Weitershausen est l'arrière-petite-fille du chancelier Georg von Hertling. 
Elle fréquente une école basée sur la pédagogie de Steiner-Waldorf et suit des cours de théâtre à Munich et Los Angeles. À la suite de cette formation, elle joue notamment au Kammerspiele de Munich.
Fin des années 1960, elle acquiert sa popularité grâce à des comédies allemandes telles que Engelchen oder die Jungfrau von Bamberg (1968).
De 1966 à 1972, elle est mariée à l'acteur Martin Lüttge. De 1970 à 1973, elle vit avec le réalisateur français Louis Malle, qui est le père de son fils Manuel Cuauthémoc Malle et sous la direction duquel elle joue dans Le Souffle au cœur. En 1981, elle est aux côtés de Hanna Schygulla et Bruno Ganz dans Le faussaire réalisé par Volker Schlöndorff.
Gila von Weitershausen incarne également de nombreux rôles dans des téléfilms et séries télévisées telles que Le Renard, Tatort et Derrick. De 1987 à 1995, elle tient le rôle principal d'Annemarie Mattiesen dans la série allemande Der Landarzt. Elle a repris le rôle d'Uschi Glas, qui avait abandonné la production en raison de sa grossesse. 
Elle est mariée au radiologue et psychanalyste Hartmut Wahle depuis 1994.

## Filmographie

### Cinéma
- 1964 : Hütet eure Töchter
- 1964 : 24 Bilder (court métrage)
- 1967 : Herrliche Zeiten im Spessart de Kurt Hoffmann
- 1968 : Ramdam à Amsterdam (El magnifico Tony Carrera) de José Antonio de la Loma
- 1968 : Engelchen oder Die Jungfrau von Bamberg
- 1968 : Die Lümmel von der ersten Bank : Zur Hölle mit den Paukern
- 1969 : Engelchen macht weiter – Hoppe, hoppe Reiter
- 1969 : Charley's Onkel
- 1969 : Köpfchen in das Wasser, Schwänzchen in die Höh
- 1970 : Der Bettenstudent oder: Was mach' ich mit den Mädchen?
- 1970 : Nicht fummeln, Liebling (de) de May Spils
- 1970 : Ohrfeigen
- 1971 : Le Souffle au cœur de Louis Malle
- 1971 : X 312 - Vol pour l'enfer (lb) (X 312 – Flug zur Hölle) de Jesús Franco
- 1972 : Blutiger Freitag
- 1972 : Meine Tochter – deine Tochter
- 1972 : Der Schrei der schwarzen Wölfe
- 1973 : Le Piéton (Der Fußgänger) de Maximilian Schell
- 1973 : Gott schützt die Liebenden d'Alfred Vohrer
- 1974 : Als Mutter streikte
- 1975 : Nathalie (court-métrage)
- 1976 : Les Magiciens de Claude Chabrol
- 1976 : L'Éducation amoureuse de Valentin de Jean L'Hôte
- 1978 : Das Einhorn
- 1981 : Le Faussaire (Die Fälschung) de Volker Schlöndorff
- 1982 : Les Quarantièmes rugissants de Christian de Chalonge
- 1983 : Meurtres à Malte (Trenchcoat)
- 1988 : Itinéraire d'un enfant gâté de Claude Lelouch
- 1988 : Trois sœurs (Paura e amore) de Margarethe von Trotta
- 1991 : Lippels Traum

### Télévision
- 1965 : Die Tochter des Brunnenmachers
- 1966 : Jan Himp und die kleine Brise
- 1970 : 11 Uhr 20
- 1971 : Heißer Sand
- 1973 : Arthur, roi des Celtes (Arthur of the Britons) (série télévisée)
- 1974 : Das Zeichen der Vier
- 1975 : Les Grands Détectives (série télévisée)
- 1975 : Familie auf Zeit (série télévisée)
- 1975 : Ein schönes Paar
- 1976 : Kann ich noch ein bisschen bleiben?
- 1977 : Das Ende der Beherrschung
- 1977 : Halbzeit
- 1978 : L'Échiquier de la passion
- 1978 : St. Pauli-Landungsbrücken (de) - "Der Trick"
- 1979 : Verwirrung der Gefühle
- 1979 : Tödlicher Ausgang
- 1980 : Tauwetter
- 1980 : Leute wie du und ich
- 1980 : Les Chevaux du soleil (série télévisée)
- 1981 : La Confusion des sentiments (téléfilm)
- 1982 : Das Traumschiff (série télévisée)
- 1982 : Le Renard (Der Alte) -  "Haß"
- 1982 : So oder so ist das Leben: Vier Begegnungen in einer Großstadt
- 1982 : Blut und Ehre – Jugend unter Hitler
- 1982 : Meister Eder und sein Pumuckl (de) - "Der rätselhafte Hund"
- 1983 : Schnelles Geld
- 1983 : Inspecteur Derrick - "Geheimnisse einer Nacht"
- 1983 : Brandmale
- 1983 : The Captain's Doll (téléfilm)
- 1984 : Die ewigen Gefühle
- 1984 : Inspecteur Derrick - "Tödlicher Ausweg"
- 1984 : Un cas pour deux (Ein Fall für zwei) - "Auf eigene Gefahr"
- 1984 : Les Aventures du jeune Patrick Pacard (Patrik Pacard) (série télévisée)
- 1984 : Bereit zum Mord
- 1985 : Vorsichtige Berührung
- 1985 : Hellseher wider Willen (série télévisée)
- 1985 : Le Renard (Der Alte) - "Hals über Kopf" : Elvira Hahn
- 1985 : Alle Geister kreisen
- 1986 : Sommer in Lesmona
- 1987 : Dies Bildnis ist zum Morden schön
- 1987-1995 : Der Landarzt (série télévisée)
- 1987 : Mrs. Harris – Der geschmuggelte Henry
- 1987 : Garibaldi il generale
- 1987 : Die Wilsheimer (série télévisée)
- 1987: Smaragd
- 1989 : Ein Geschenk des Himmels
- 1990 : Inspecteur Derrick - "Tossners Ende"
- 1991 : Le Renard (Der Alte) - "Grenzenlos"
- 1991 : Leporella
- 1992 : Liebe auf Bewährung
- 1992 : Liebesreise
- 1992 : Der Fotograf oder Das Auge Gottes (série télévisée)
- 1992 : La Misère des riches (série télévisée)
- 1993 : Die Skrupellosen – Hörigkeit des Herzens
- 1993 : Ein besonderes Paar (série télévisée)
- 1994 : Imken, Anna und Maria oder Besuch aus der Zone (série télévisée)
- 1995 : Liebling, ich muß auf Geschäftsreise
- 1995 : Durst nach Rache
- 1995 : Kissenschlacht
- 1995 : Le Renard (Der Alte) - "Türkische Spezialitäten" (série télévisée)
- 1996 : Der Bulle von Tölz - "Tod im Internat"
- 1996 : En quête de preuves (Im Namen des Gesetzes) - "Leerlauf"
- 1996 : Die Geliebte (série télévisée)
- 1996 : Olivia – Ein Kinderschicksal bewegt die Welt
- 1997 : Inspecteur Derrick - "Der Mord, der ein Irrtum war"
- 1997 : Der kleine Unterschied
- 1997 : Le Renard (Der Alte) - "Der Tod schreibt das Ende" (série télévisée)
- 1997 : Zwei Brüder - "Nervenkrieg"
- 1997 : Rosamunde Pilcher - "Stunden der Entscheidung"
- 1997 : Liebling Kreuzberg - "Eine nette Intrige"
- 1998 : Biggi (série télévisée)
- 1998 : Polizeiruf 110 - "Discokiller" (série télévisée)
- 1998 : Eine Lüge zuviel
- 1999 : Traumfrau mit Nebenwirkungen
- 1999 : Rivalinnen der Liebe
- 2000 : Dir zu Liebe
- 2000 : Das Herz des Priesters
- 2000 : Nicht mit uns
- 2000 : Das Traumschiff - "Seychellen"
- 2000 : Tatort - "Kalte Herzen"
- 2001 : Reise des Herzens
- 2001 : Tatort - "Der Präsident"
- 2001 : Tatort - "Unschuldig"
- 2001 : L'uomo che piaceva alle donne - Bel Ami (it)
- 2001 : Wahnsinnsweiber (série télévisée)
- 2001 : Traumschiff - "Bermudas"
- 2002 : Zwei alte Gauner
- 2002 : Utta Danella - "Die Hochzeit auf dem Lande"
- 2002 : Forsthaus Falkenau - "Hassliebe"
- 2003 : Schöne Lügen
- 2003 : Mutter kommt in Fahrt
- 2004 : Der Traum vom Süden
- 2004 : L'Escale du bonheur (Das Traumschiff - Sri Lanka)
- 2005 : Unter weißen Segeln - "Abschiedsvorstellung"
- 2005 : Drei teuflisch starke Frauen
- 2005 : Utta Danella - "Eine Liebe in Venedig"
- 2005 : Inselsommer
- 2006 : Isabelle, princesse rebelle (Eine Krone für Isabell)
- 2006 : Meine Mutter tanzend
- 2006 : Mein süßes Geheimnis (de)
- 2006 : Fünf-Sterne-Kerle inklusive
- 2006 : Utta Danella - "Eine Liebe im September"
- 2007 : Kreuzfahrt ins Glück - "Hochzeitsreise nach Burma"
- 2007 : Ich heirate meine Frau
- 2007 : Drei teuflisch starke Frauen – Eine für alle
- 2007 : Drei teuflisch starke Frauen – Die Zerreißprobe
- 2008 : Die Weisheit der Wolken
- 2008 : Lilly Schönauer – Für immer und einen Tag
- 2009 : Meine wunderbare Familie - "Hochzeitsvorbereitungen"
- 2011 : Familiengeheimnisse – Liebe, Schuld und Tod
- 2013 : Vorzimmer zur Hölle - Plötzlich Boss
- 2013 : SOKO Köln - "Der stille Mord"